# Hrazdan (flod)
För staden Hrazdan, se Hrazdan
Hrazdan (armeniska: Հրազդան) är en flod i Armenien. 
Hrazdan rinner upp från den nordvästra delen av sjön Sevan, som ligger på 1.900 meters höjd och genom provinsen Kotajk. Floden passerar genom Jerevan i en djup ravin. På Araratslätten förenar den sig sedan med floden Aras och flyter sedan som gränsflod mellan Armenien och Turkiet. De geologiska formationerna utmed floden är uppbyggda av basalt från lavaflöden från tre vulkaner i bergskedjan Gegham. 
Floden kallades Ildaruni på urarteiska. På turkiska språk är namnet Zangu, Zangi eller Zengy.
I floden finns flera vattenkraftverk och den används också för konstbevattning. Sjön Sevans och floden Hrazdans vatten har utnyttjats för konstbevattning sedan 1800-talet och för vattenkraft sedan 1900-talets första hälft. Konstbevattningen omfattar 80.000 hektar. Mellan 1930 och 1962 byggdes sju vattenkraftverk utan dammar med en installerad effekt på mellan 5 och 224 MW.
Hrazdans avvattningsområde är  2 566 km².

## Bildgalleri

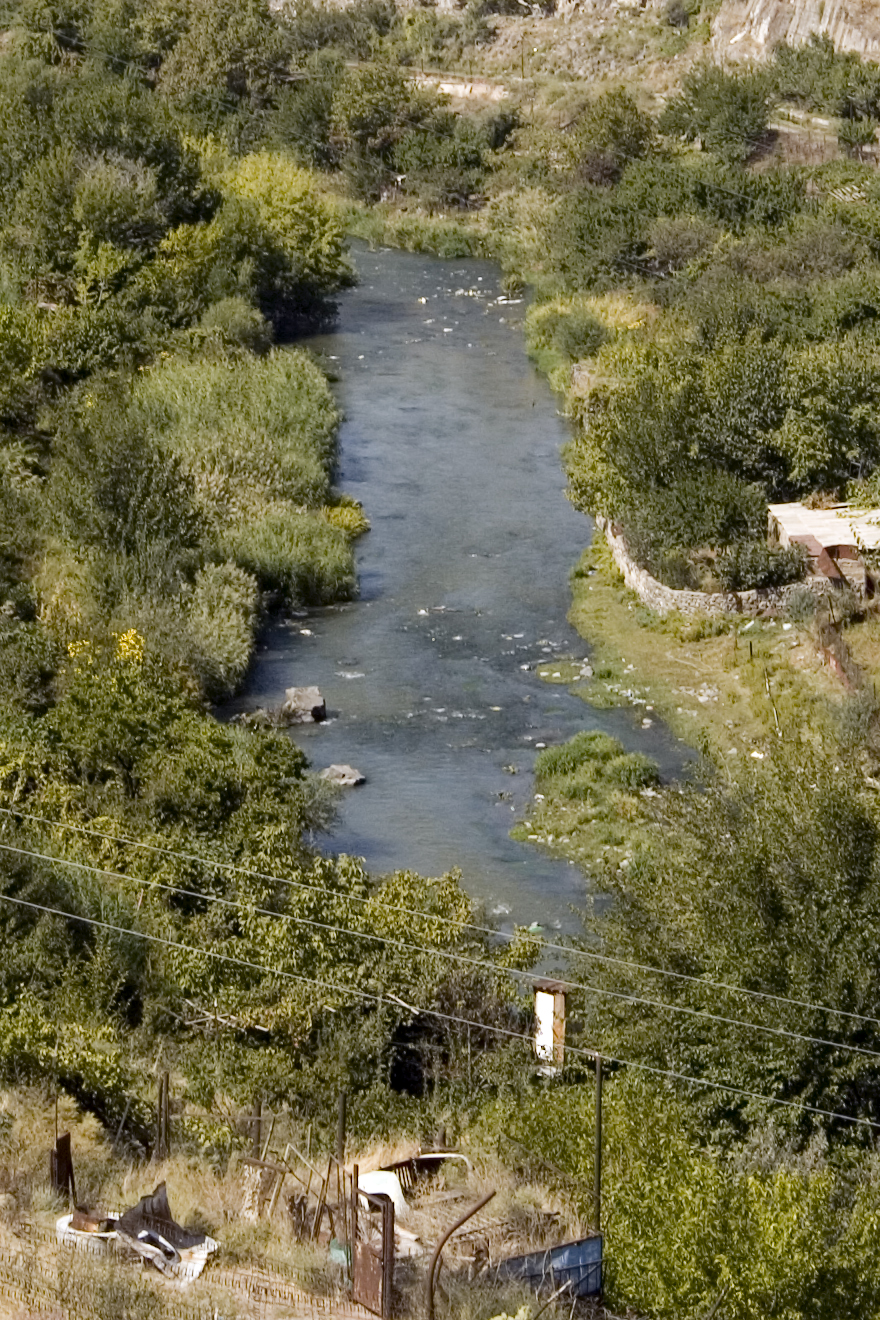
Hrazdan vid Karmir Blur
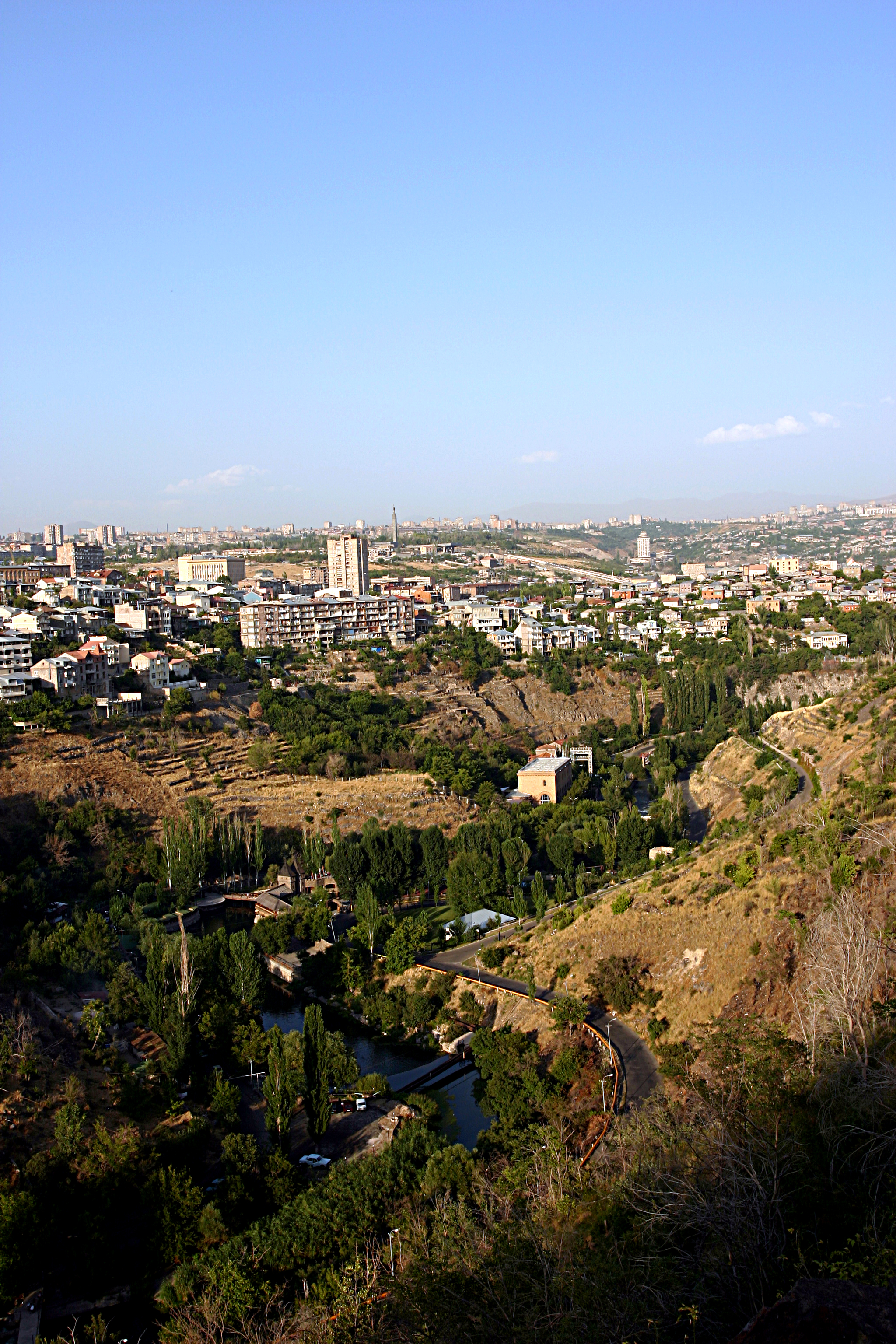
Hrazdans ravin i Jerevan, sedd från sluttningen av Tsitsernakaberd
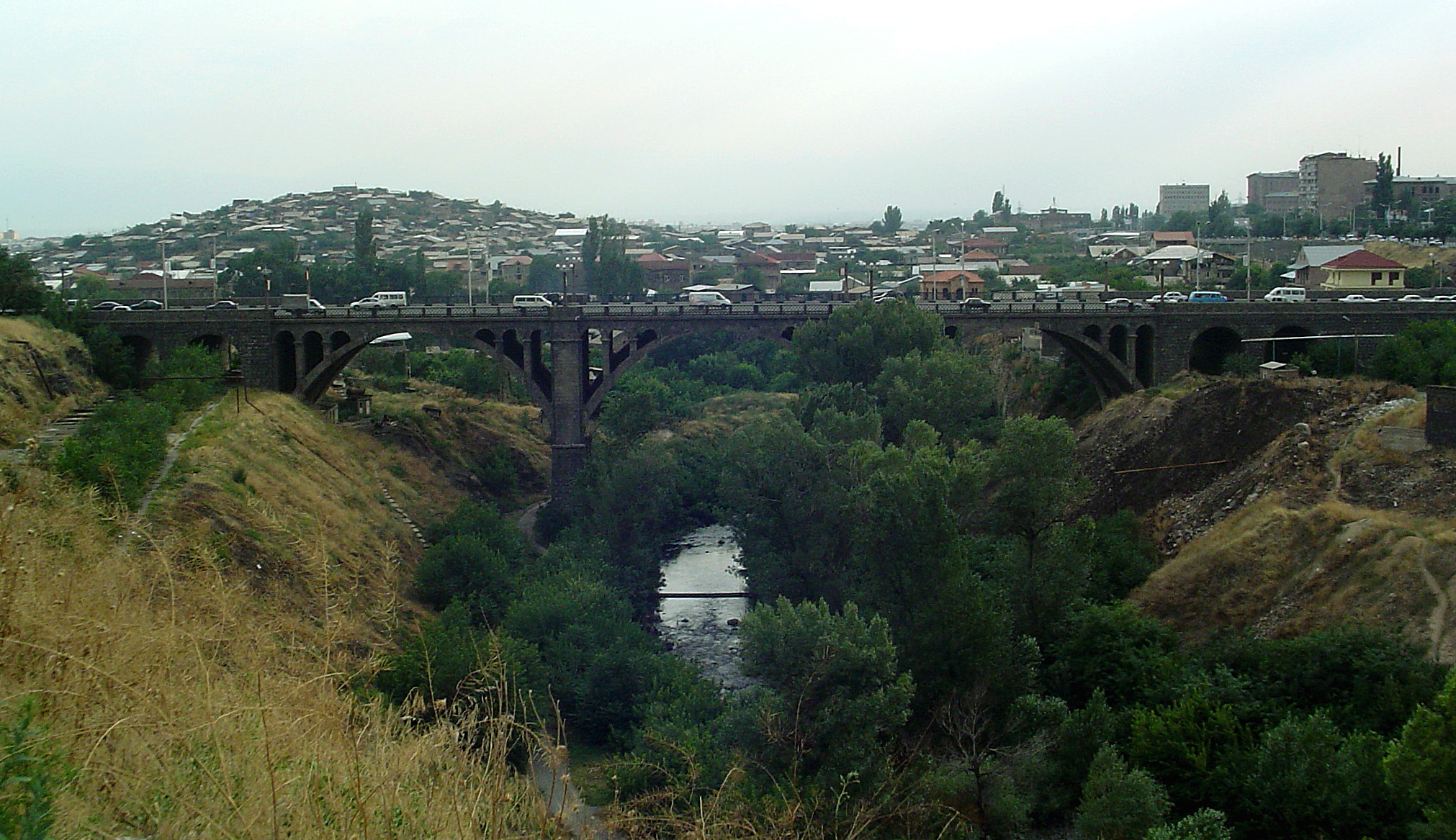
Haghtanakbron i Jerevan